# Bonnevoie

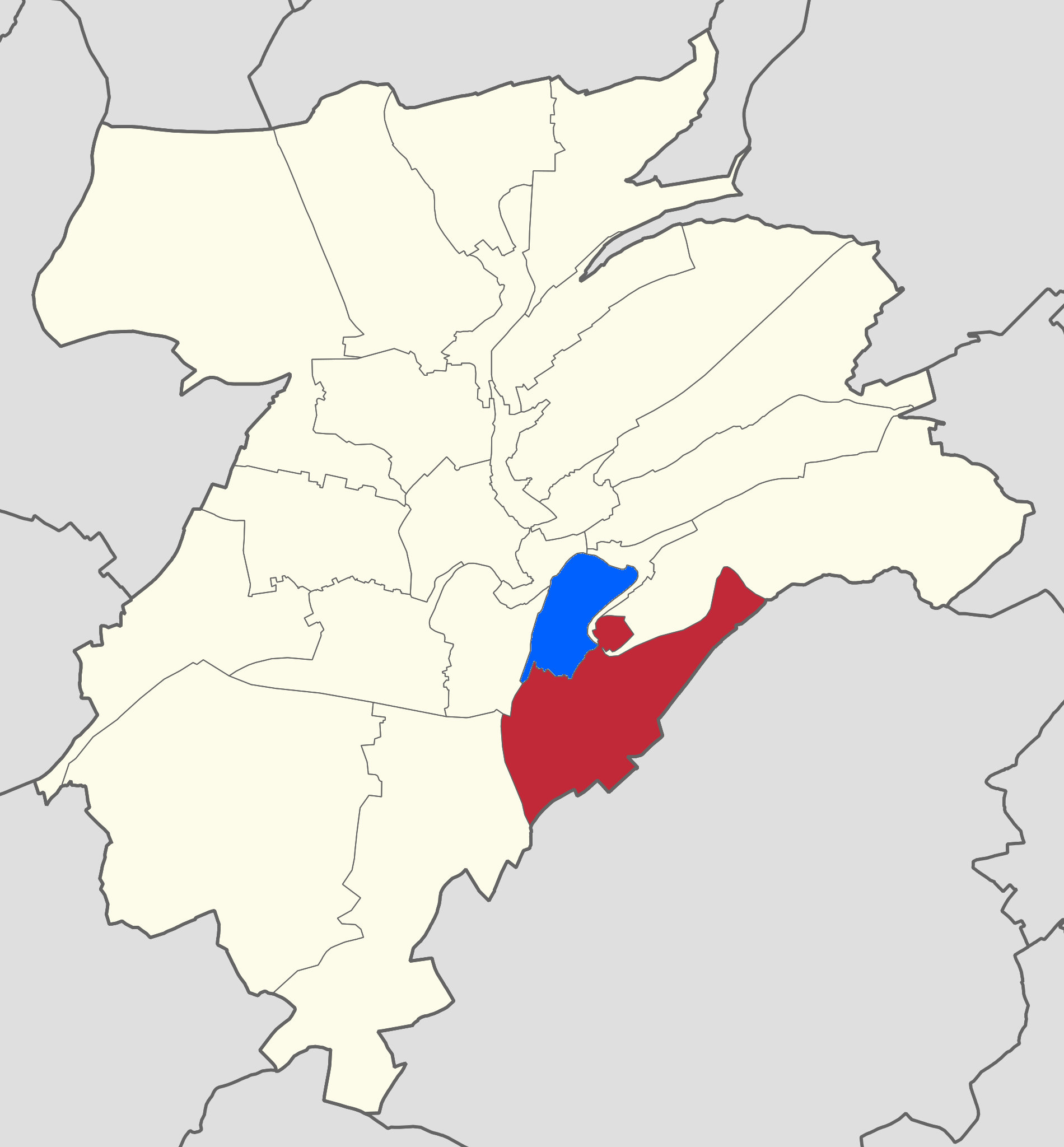
Bonnevoie-Nord-Verlorenkost (blauw) en Bonnevoie-Sud (rood)

Bonnevoie (Luxemburgs: Bouneweg, Duits: Bonneweg) is een plaats in het zuidoosten van de gemeente Luxemburg. Het gebied bestaat uit de stadsdelen Bonnevoie-Nord-Verlorenkost en Bonnevoie-Sud. Bonnevoie telt 13.551 inwoners (2022).

## Geschiedenis
De naam Bonnevoie is mogelijk afgeleid van Bonus Vicus, de goede plaats, of Bona Via, de goede weg. Bij de plaats kwam een aantal heerwegen samen. In 1216 wordt melding gemaakt van een vrouwenklooster in Bonnevoie, dat mogelijk is voorgekomen uit een eerdere leprozerie. Met steun van de Luxemburgse graven kon het klooster, en daarmee Bonnevoie, groeien. Het klooster werd in 1794 door invallende Fransen in brand gestoken en nooit weer herbouwd. In 1858 legde prins Hendrik de eerste steen voor het Station Luxemburg, dat in de deelgemeente Hollerich-Bonnevoie in de toenmalige gemeente Hollerich werd gebouwd. De komst van het station leidde ertoe dat zich meer mensen, veelal spoorwegpersoneel, in Bonnevoie vestigden.
In 1914 kreeg de deelgemeente Hollerich-Bonnevoie de titel van stad. Zes jaar later fuseerden de gemeenten Hollerich, Rollingergrund en Hamm met de stad Luxemburg.

## Geboren
- Gabriel Jonas Lippmann (1845-1921), Frans natuurkundige en winnaar van de Nobelprijs
- Paul Wigreux (1880-1960), architect en schilder
- François Hentges (1885-1968), olympisch gymnast
- Jemp Ker (1900-1951), docent en kunstenaar
- Arno Stoffels (1908-1976), schilder en tekenaar
- Jean-Pierre Calteux (1911-1983), schilder en graficus
- René Van den Bulcke (1913-1987), LSAP-politicus
- Lou Theisen (1914-1995), kunstschilder
- John E. Dolibois (1918-2014), ambassadeur voor Luxemburg in de Verenigde Staten
- Pierre Nimax sr. (1930-2021), componist, dirigent
- Corinne Cahen (1973), politicus

## Galerij

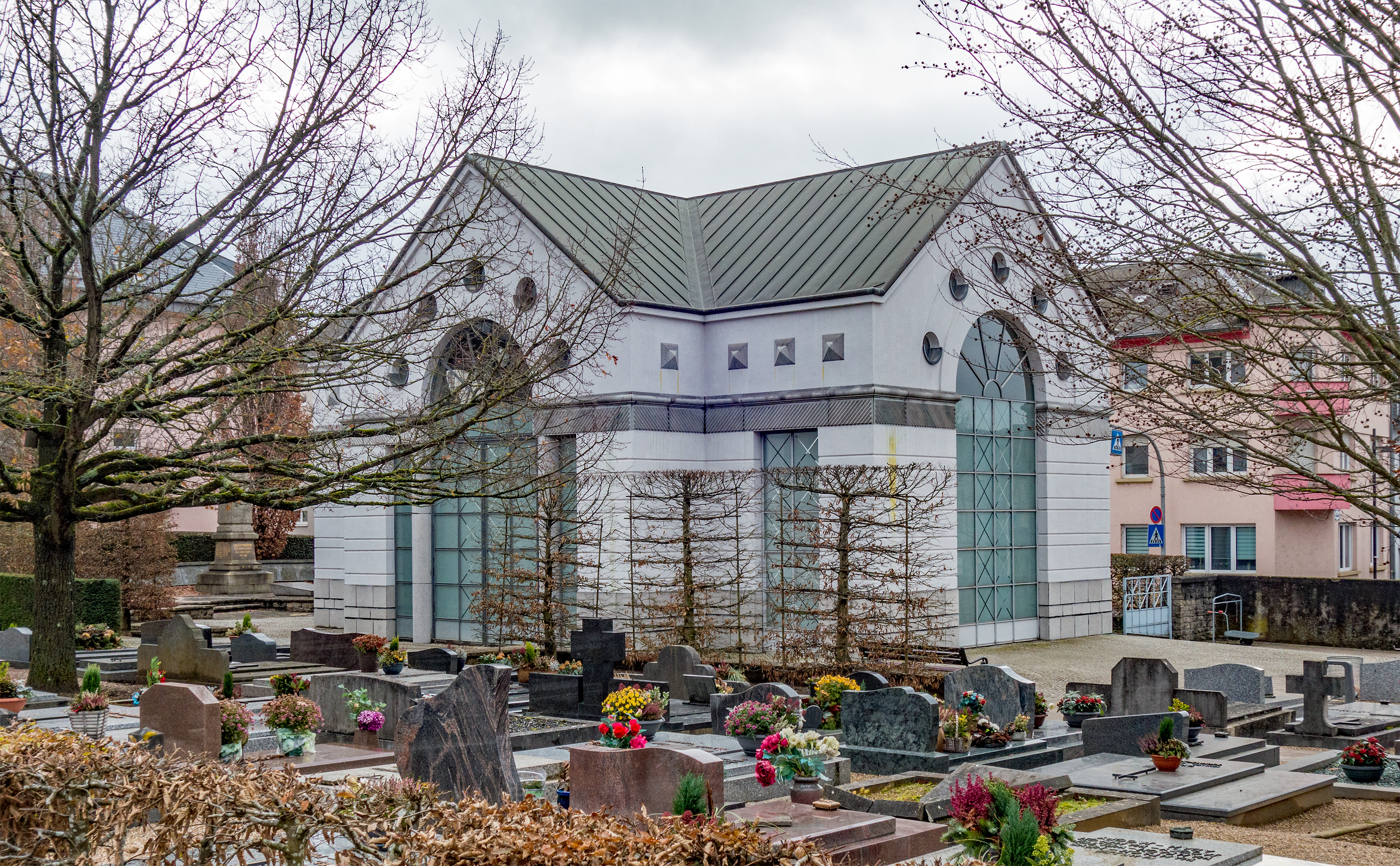
Begraafplaats met mortuarium
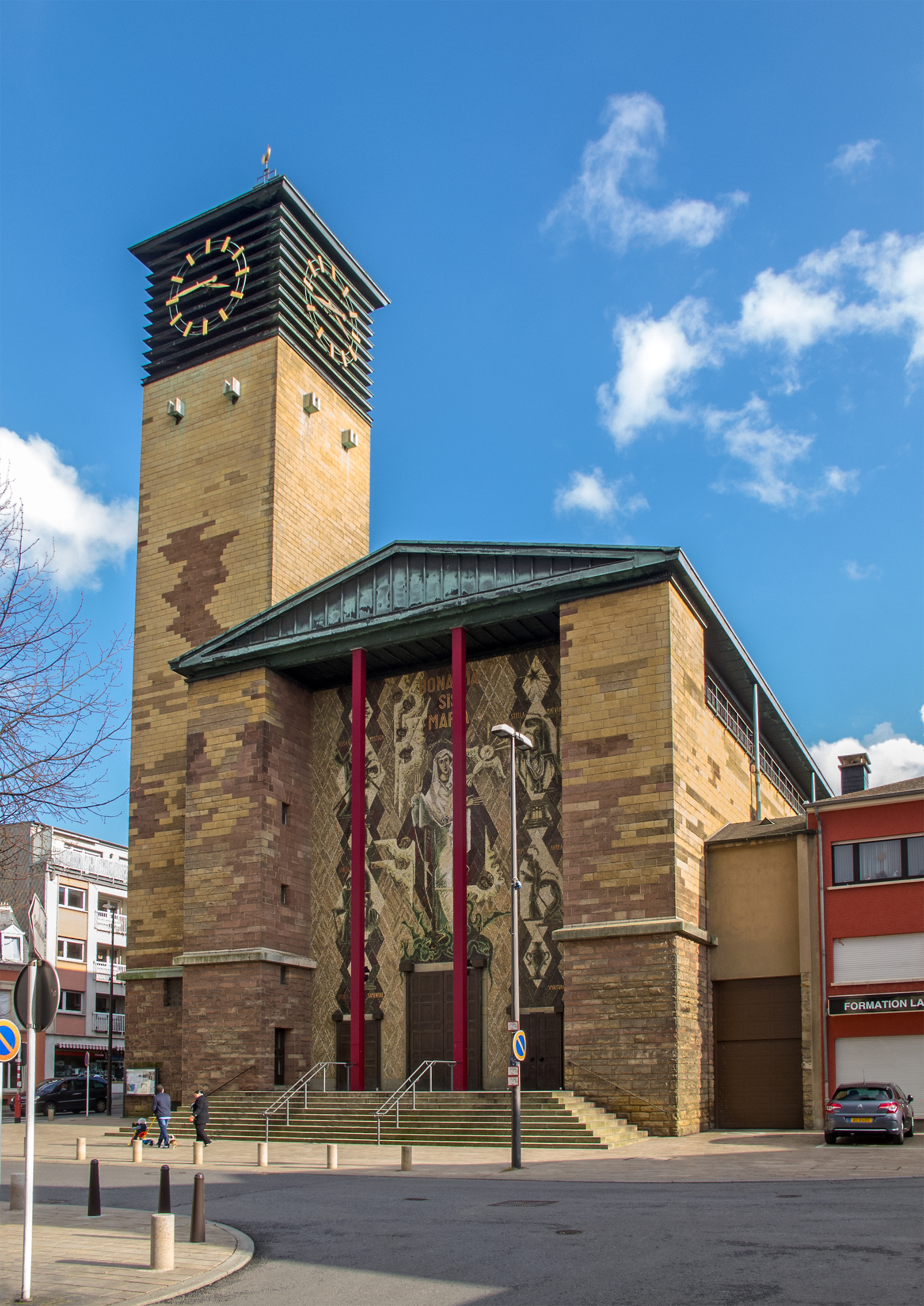
Katholieke kerk Maria koningin van de Vrede
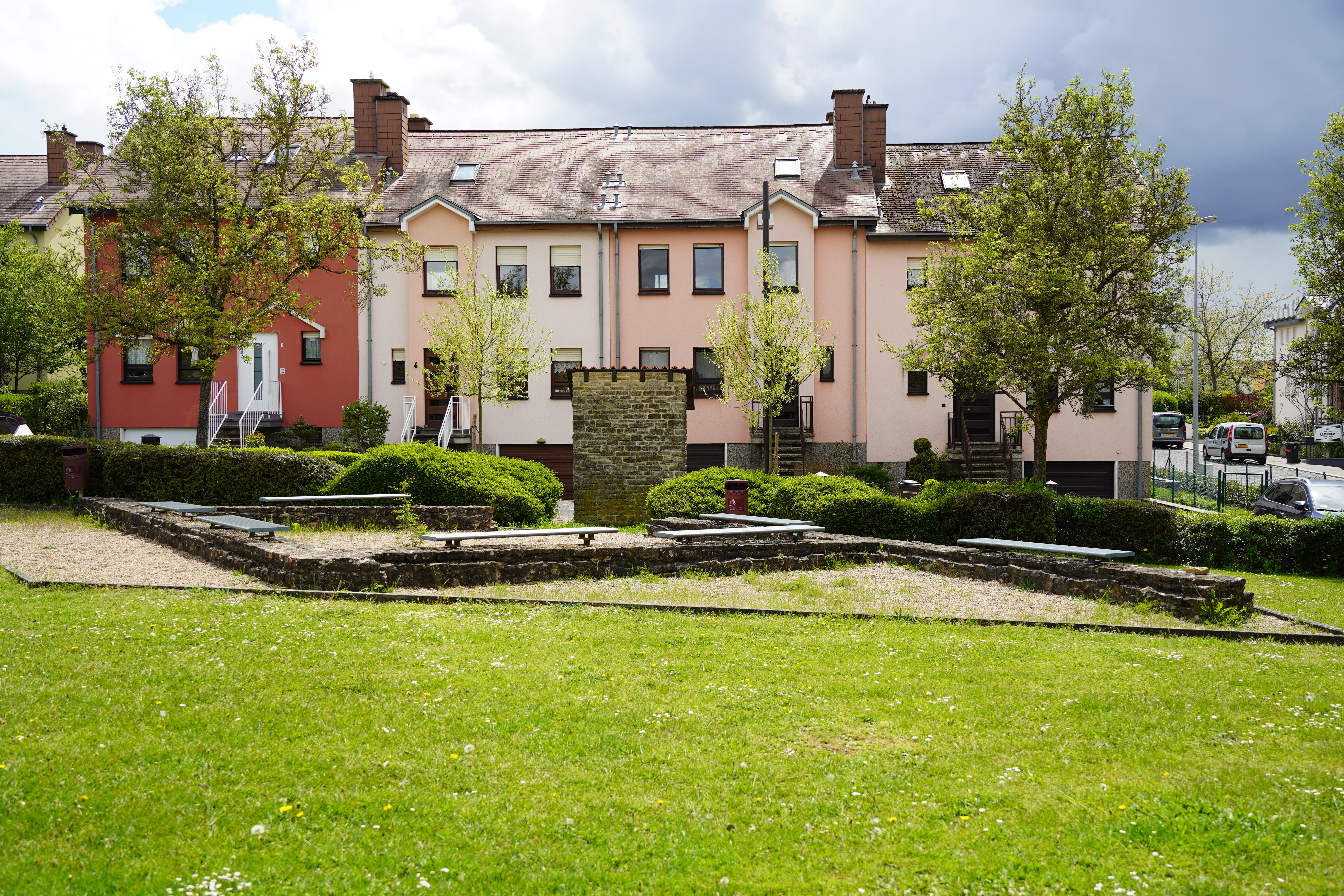
Restanten van een Romeinse villa
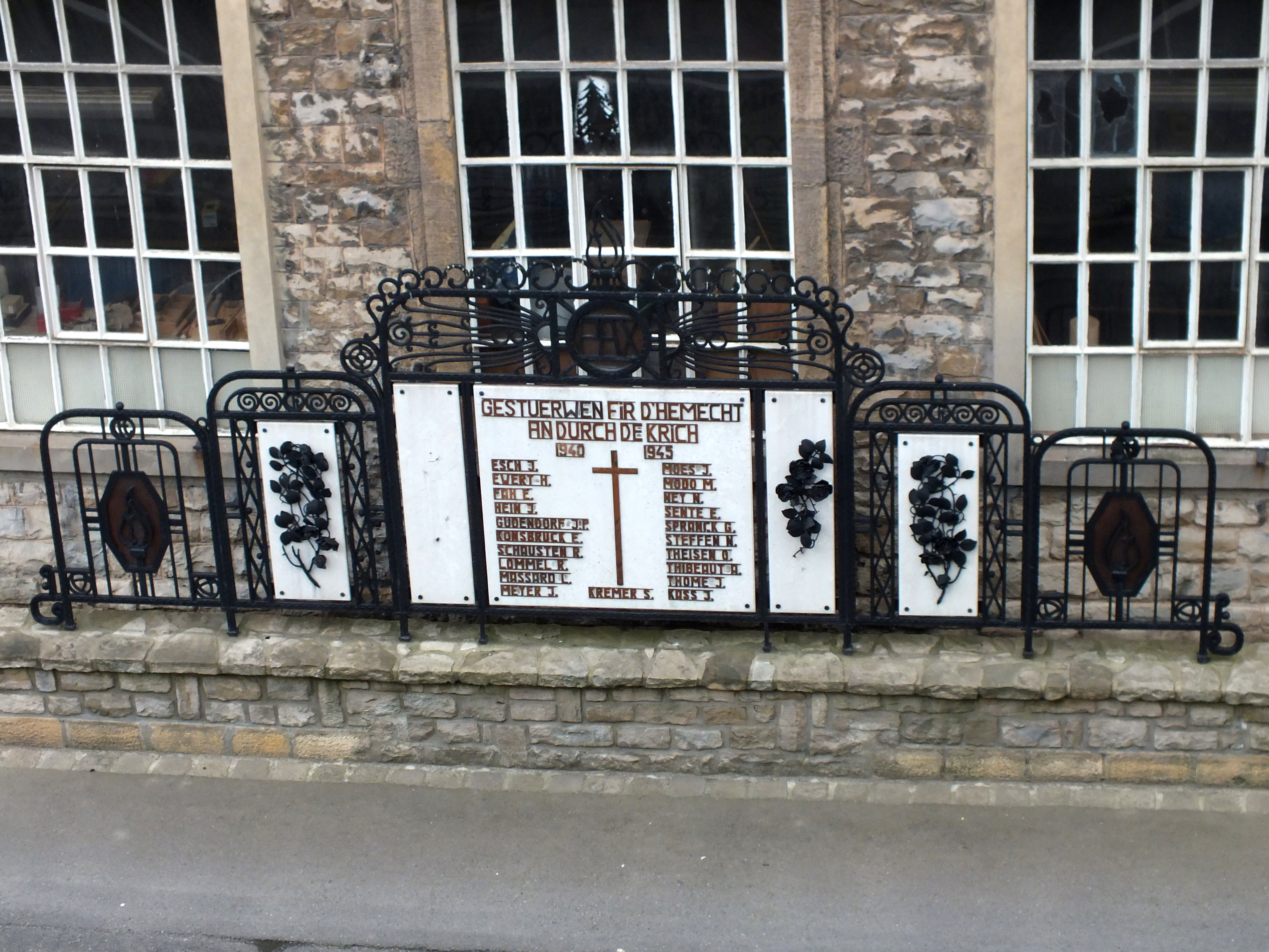
Tweede-Wereldoorlogmonument
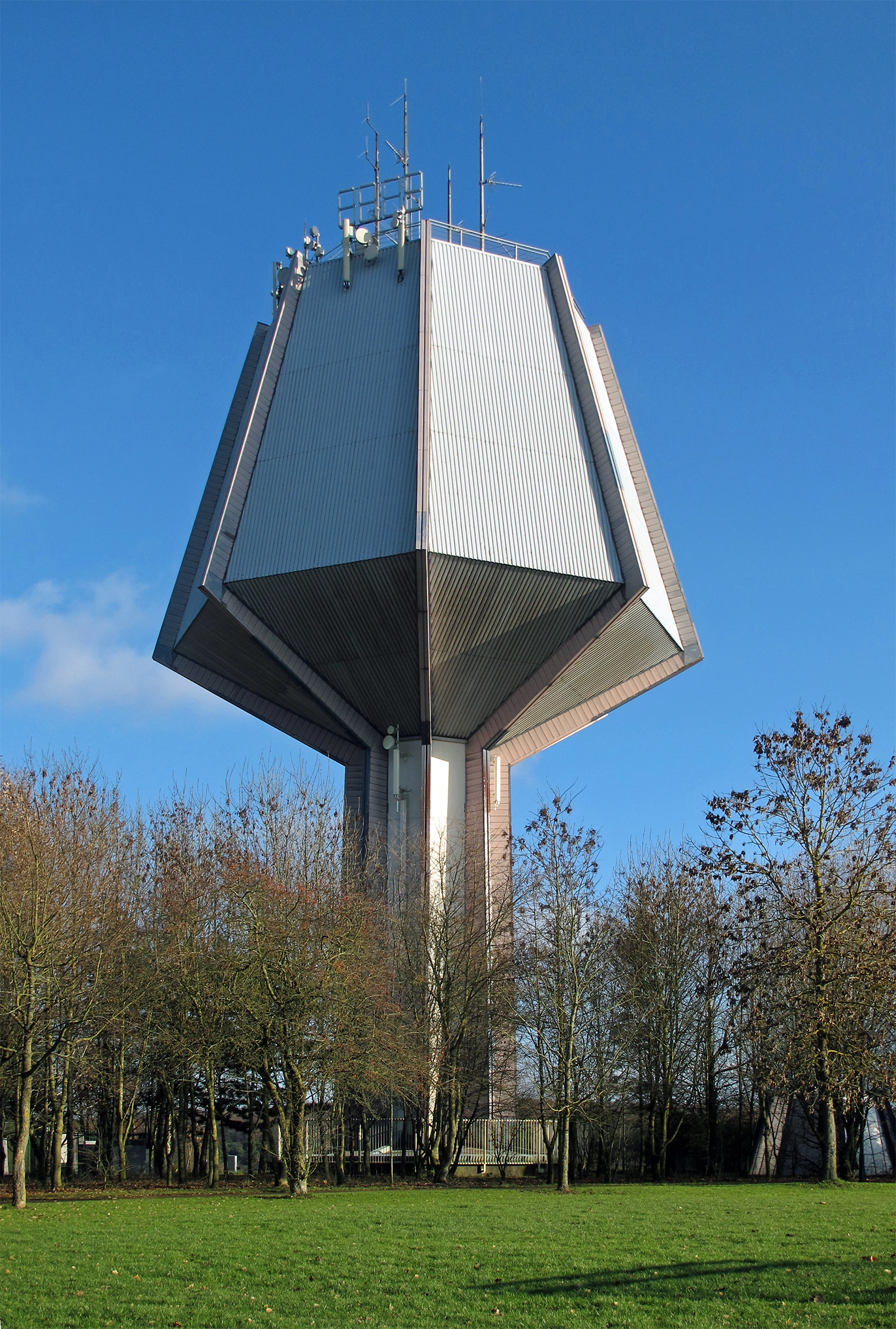
Watertoren